# Molezon
Molezon (okzitanisch Moleson) ist eine südfranzösische Gemeinde mit 97 Einwohnern (Stand: 1. Januar 2022) im Département Lozère in der Region Okzitanien.

## Lage
Die aus mehreren Weilern bestehende Gemeinde Molezon liegt im Nationalpark Cevennen am Oberlauf des Flusses Gardon de Sainte-Croix etwa 20 km (Fahrtstrecke) südöstlich von Florac in einer durchschnittlichen Höhe von ca. 700 m.

## Bevölkerungsentwicklung
| Jahr      | 1800 | 1851 | 1901 | 1954 | 1999 | 2018 |
| Einwohner | 436  | 530  | 342  | 159  | 85   | 95   |

Der bereits Ende des 19. Jahrhunderts einsetzende Bevölkerungsrückgang hängt im Wesentlichen mit dem Verlust an Arbeitsplätzen infolge der zunehmenden Mechanisierung der Landwirtschaft zusammen.

## Wirtschaft
Die Einwohner von Molezon lebten jahrhundertelang als Selbstversorger von den Erträgen ihrer Felder und Gärten. Auch die Viehzucht (Schafe, Ziege, Rinder, Hühner) war von Bedeutung. Heutzutage spielt die Vermietung von Ferienwohnungen (gîtes) eine wichtige Rolle im Wirtschaftsleben der Gemeinde.

## Geschichte
Über die Geschichte des Ortes ist nur wenig bekannt. Immerhin lässt die Existenz einer romanischen Kirche auf eine mittelalterliche Besiedlung der Gegend schließen.

## Sehenswürdigkeiten
- im Jahr 1123 erwähnte – später auch als Scheune genutzte ehemalige romanische Kirche Notre-Dame als schmuckloser Bau, seit 2012 als Monument historique anerkannt.[1]
- Protestantische Kirche im Ortsteil Biasses